# 箭叶薹草
箭叶薹草（学名：Carex ensifolia）为莎草科薹草属的植物。分布在俄罗斯、蒙古以及中国大陆的甘肃、新疆等地，生长于海拔1,980米至3,500米的地区，常生长在山坡草地以及潮湿处，目前尚未由人工引种栽培。